# Isabel d'Hainaut
Isabel d'Hainaut (Lilla (Comtat de Flandes) abril de 1170 - París 15 de març 1190), reina consort de França (1180-1190).

## Orígens familiars
Nasqué a la ciutat de Lilla el 23 d'abril de 1170. Era la filla gran de la comtessa Margarida de Lorena i del comte Balduí V d'Hainaut.

## Núpcies i descendents
Es casà el 28 d'abril de 1180 a Bapaume amb Felip II de França. D'aquest matrimoni nasqueren:
- Lluís VIII de França (1187-1226), rei de França[2]
- dos germans bessons que nasqueren el 1190 i moriren als quatre dies

Isabel d'Hainault fou escollida com a esposa del rei francès en la recerca d'aquest d'aconseguir una aliança flamenca per poder escapar de la terrible influència que els comtes de Xampanya havien influït sobre la seva mare.
Isabel morí de part quan donà llum a dos bessons, que moriren dies després, el 15 de març de 1190 i fou enterrada a la catedral de Saint-Denis. La seva sepultura, com bona part de la resta, fou profanada per les revolucions de 1793.